# Soukhyï Torets

Le bassin du Kazenny Torets

La rivière Soukhyï Torets (en russe : Сухой Торец ; en ukrainien : Сухий Торець) est un cours d'eau ukrainien, affluent de la rivière Kazenny Torets, et appartenant au bassin versant du fleuve Don. Elle prend sa source au nord de la localité d'Ivanivka, dans le sud-est de l'oblast de Kharkiv, s'écoule vers l'est, traverse la ville de Barvinkove, puis conflue avec la rivière Kazenny Torets, au sud-ouest de la ville de Sloviansk, dans l'oblast de Donetsk.